# Andrej Filip
Andrej Filip (* 18. listopadu 1974) je bývalý slovenský fotbalista, záložník.

## Fotbalová kariéra
V československé lize hrál za FC Nitra. V posledním ročníku společné československé ligy (debut 11. června 1993) nastoupil v 1 utkání a odehrál 45 minut. Ve slovenské lize (debut 2. října 1993) nastoupil za Spartak Trnava ke 175 ligovým utkáním a dal 14 gólů. Dále hrál i za Tatran Prešov.

## Ligová bilance
| Ročník                                   | Zápasy | Góly | Minuty | Klub     |
| ---------------------------------------- | ------ | ---- | ------ | -------- |
| 1. československá fotbalová liga 1992/93 | 1      | 0    | 45     | FC Nitra |
| LIGA CELKEM                              | 1      | 0    | 45     |          |